# 群馬県道125号一本木平小井戸安中線
群馬県道125号一本木平小井戸安中線（ぐんまけんどう125ごう いっぽんぎだいらこいどあんなかせん）は、群馬県高崎市榛名山町字一本木平から安中市安中に至る一般県道である。ただし、中間に通り抜けできない区間を含むため、両地域を結ぶ道路としては機能していない。

## 概要
高崎市の榛名山中腹と安中市中心部を結ぶ県道であるが、2か所の分断区間があり（1か所は自動車通行不可で、1か所は林道を介して通行可能）、両地域を結ぶ道路としては機能していない。なお、安中市と榛名山を結ぶ道路としては、他にも群馬県道211号安中榛名湖線や群馬県道48号下仁田安中倉渕線がある。
経緯上、前身となる群馬県道一本木原市線から継承された高崎市榛名山町一本木平から安中市原市までの区間と、国道18号の旧道区間（旧中山道）から継承された安中市原市から安中市安中までの区間に分かれる。前者の区間は、更に分断区間ごとに異なる性格を持つ。

### 路線データ
- 起点：群馬県高崎市榛名山町字一本木平278番の3（群馬県道33号渋川松井田線・群馬県道211号安中榛名湖線交点）[注釈 1]
- 終点：群馬県安中市安中4丁目（国道18号交点〈下野尻交差点〉）[注釈 2]

## 歴史
本路線は、旧道路法（大正8年法律第58号）によって群馬県道一本木原市線として認定されていた路線を継承したものである。道路法（昭和27年法律第180号）に基づいた群馬県の一般県道1次認定路線の1つとして、同路線を廃止するとともに、同区間（群馬郡榛名町榛名山字一本木平 - 安中市大字原市）を一本木平小井戸安中線として認定した。かつて、安中市安中五丁目（下野尻交差点） - 安中一丁目の約2.3 km区間は、一級国道18号線（国道18号）に指定されていた区間である。

### 年表
- 1959年（昭和34年）9月18日：群馬県より現・道路法に基づき、県道一本木平小井戸安中線（群馬郡榛名町大字榛名山字一本木平 - 安中市大字原市、整理番号150）が路線認定される[2]。
  - 同時に、前身路線にあたる県道一本木原市線（群馬郡榛名町大字一本木平 - 安中市大字原市、整理番号73）が路線廃止される[1]。

## 路線状況
高崎市榛名山町字一本木平の起点から倉渕郵便局前交差点（国道406号交点）までは、群馬県道33号渋川松井田線と重複している。そこから初めての単独区間となり、烏川を水沼橋で渡るが、わずか約800mほどで県道としては自動車通行不可となり、その先は林道と徒歩道のみが次の区間との間をつないでいる。
高崎・安中市境付近（尾根付近）から自動車通行可能な区間が復活する。そこから茶臼山の麓付近まで約4.5kmは、秋間川の上流に沿って通る道路で、舗装さ れているものの、狭隘な山道である。その末端からは分断区間となっているが、林道を介してその先の区間と往来することはできる。
安中市上後閑にある長源寺付近から、次の単独区間が現れる。ここから安中市原市までの区間は、今度は後閑川沿いに通る道路となり、後閑地区のアクセス道路の役割を担っており、長源寺付近の一部を除き2車線の道路である。
安中市原市から終点までは、国道18号の国道指定を外れた旧道（旧中山道）が指定されており、松並木なども残っている。終点付近は安中市の中心市街地を通っている。

## 地理

### 通過する自治体
- 群馬県
高崎市 - 安中市

### 交差する道路
- 群馬県道33号渋川松井田線、群馬県道211号安中榛名湖線 - 高崎市榛名山町字一本木平（起点）
ここから高崎市倉渕町三ノ倉（倉渕郵便局前交差点）まで渋川松井田線と重複
- 国道406号、群馬県道33号渋川松井田線 - 高崎市倉渕町三ノ倉（倉渕郵便局前交差点）
ここから約800mで分断区間となる。その先の山道の区間では、交差する大きな道路はなし。
- 群馬県道122号八本松松井田線 - 安中市上後閑（小井戸バス停付近）、この先150mほど重複
- 群馬県道216号長久保郷原線 - 安中市中後閑、この先250mほど重複
- 群馬県道216号長久保郷原線 - 安中市原市（碓氷病院付近）、この先350mほど重複
- 群馬県道48号下仁田安中倉渕線 - 安中市原市（安中原市郵便局付近）
ここから安中市安中1（安中消防署付近）まで群馬県道48号下仁田安中倉渕線と重複
- 国道18号 - 安中市安中1（安中総合学園高校交差点）
- 群馬県道48号下仁田安中倉渕線 - 安中市安中1（安中消防署付近）
- 群馬県道214号磯部停車場上野尻線 - 安中市安中1
- 群馬県道132号下里見安中線 - 安中市安中1
- 群馬県道212号安中富岡線 - 安中市安中3（伝馬町交差点）
- 群馬県道211号安中榛名湖線 - 安中市安中4
- 国道18号 - 安中市安中4（下野尻交差点、終点）